# رآکتور همزن‌دار

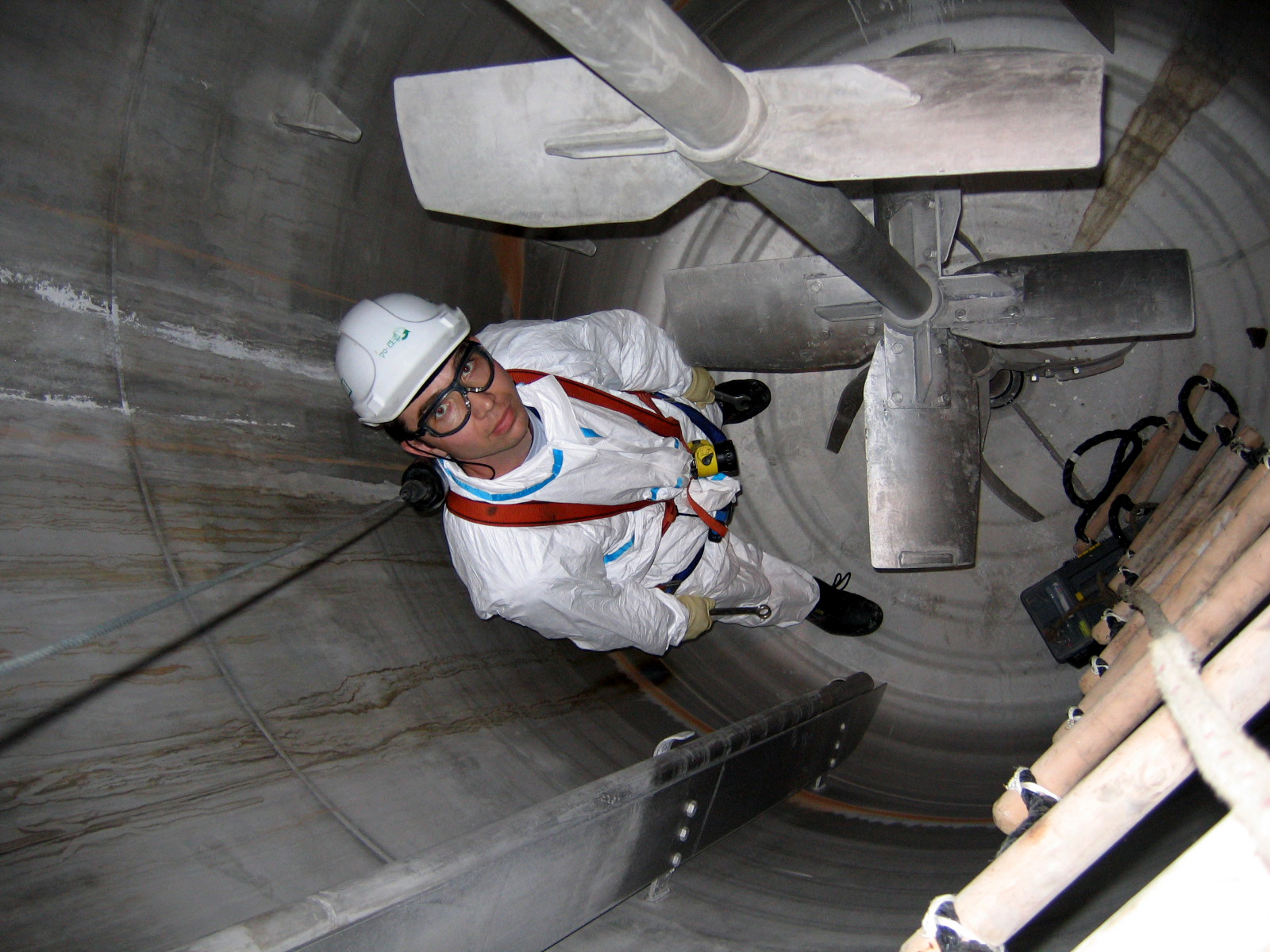
داخل یک نوع راکتور همزن‌دار که در آن همزن و شفت آن به همراه سپرک‌ها (پایین تصویر) دیده می‌شوند.

رآکتور همزن‌دار (به انگلیسی: Continuous-Stirred Tank Reactor) یا راکتور سی‌اس‌تی‌آر (به انگلیسی: CSTR) گونه‌ای از راکتورهای شیمیایی است که واکنش شیمیایی در یک مخزن همراه با سامانه آمیزنده (معمولا به صورت شفت و پروانه) صورت می‌گیرد.